# Parafia św. Andrzeja Boboli w Nawsiu
Parafia św. Andrzeja Boboli w Nawsiu − parafia rzymskokatolicka z siedzibą w Nawsiu, znajdująca się w diecezji rzeszowskiej, w dekanacie Wielopole Skrzyńskie. 
Erygowana w 1983 roku.